# Rathaus Lockwitz

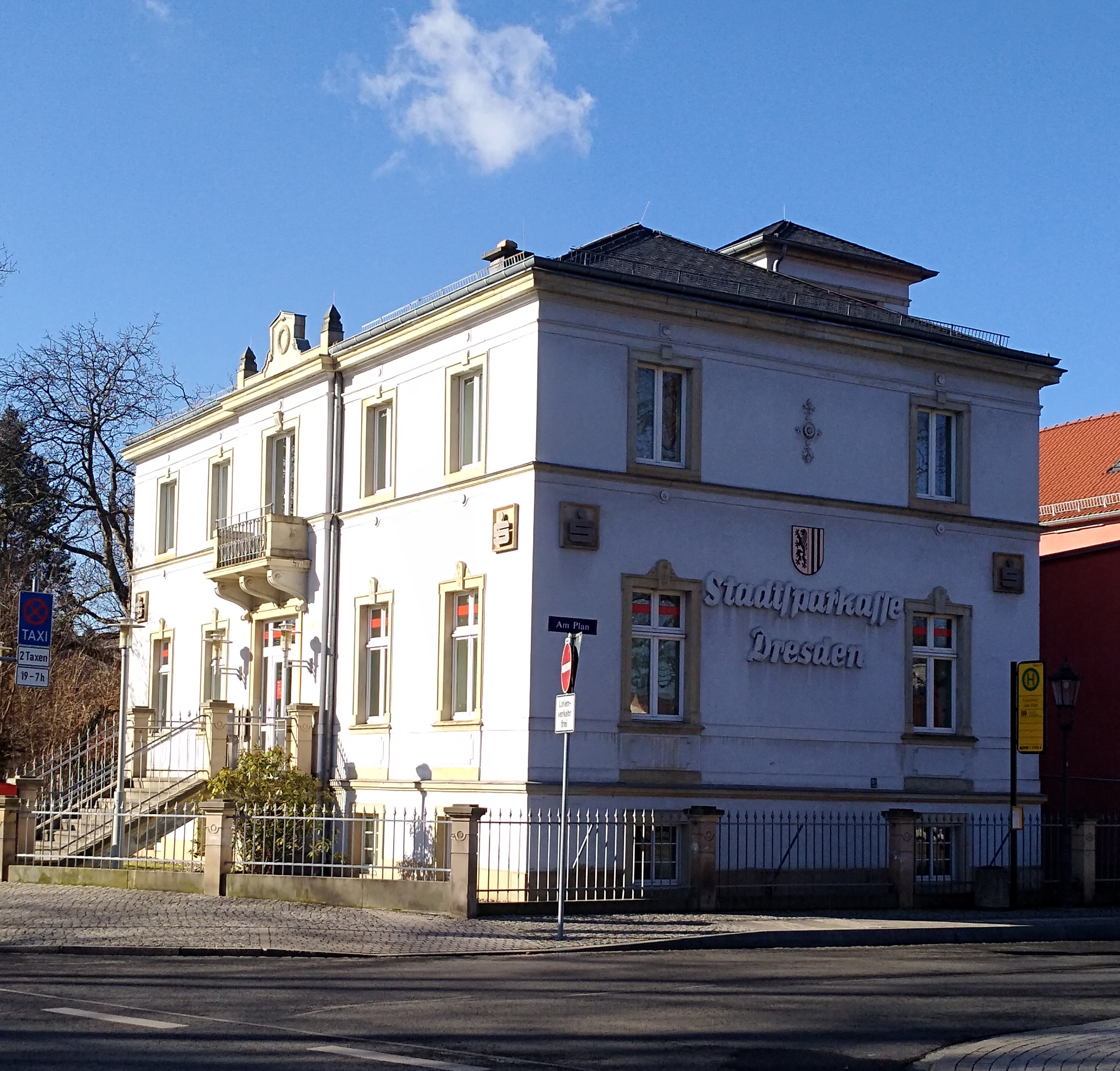
Ehemaliges Gemeindeamt Lockwitz (2018)

Das Rathaus Lockwitz, korrekt das Gemeindeamt Lockwitz, bestand von 1919 bis 1930 als Rathaus der selbständigen Gemeinde Lockwitz im Südosten von Dresden. Das Gebäude mit der Adresse Am Plan 1 wurde 1880 als Wohnhaus gebaut und nach dem Ersten Weltkrieg als Gemeindeamt und Sparkasse umgebaut und 1930 seitens der Sparkasse teilweise als Wohnhaus wieder zurückgebaut, wobei es bei der Nutzung durch die Sparkasse verblieb, die das Gebäude 1993 sanierte und den Haupteingang an die Straßenseite verlegte.

## Geschichte

### Erstes Gemeindeamt (bis 1919)

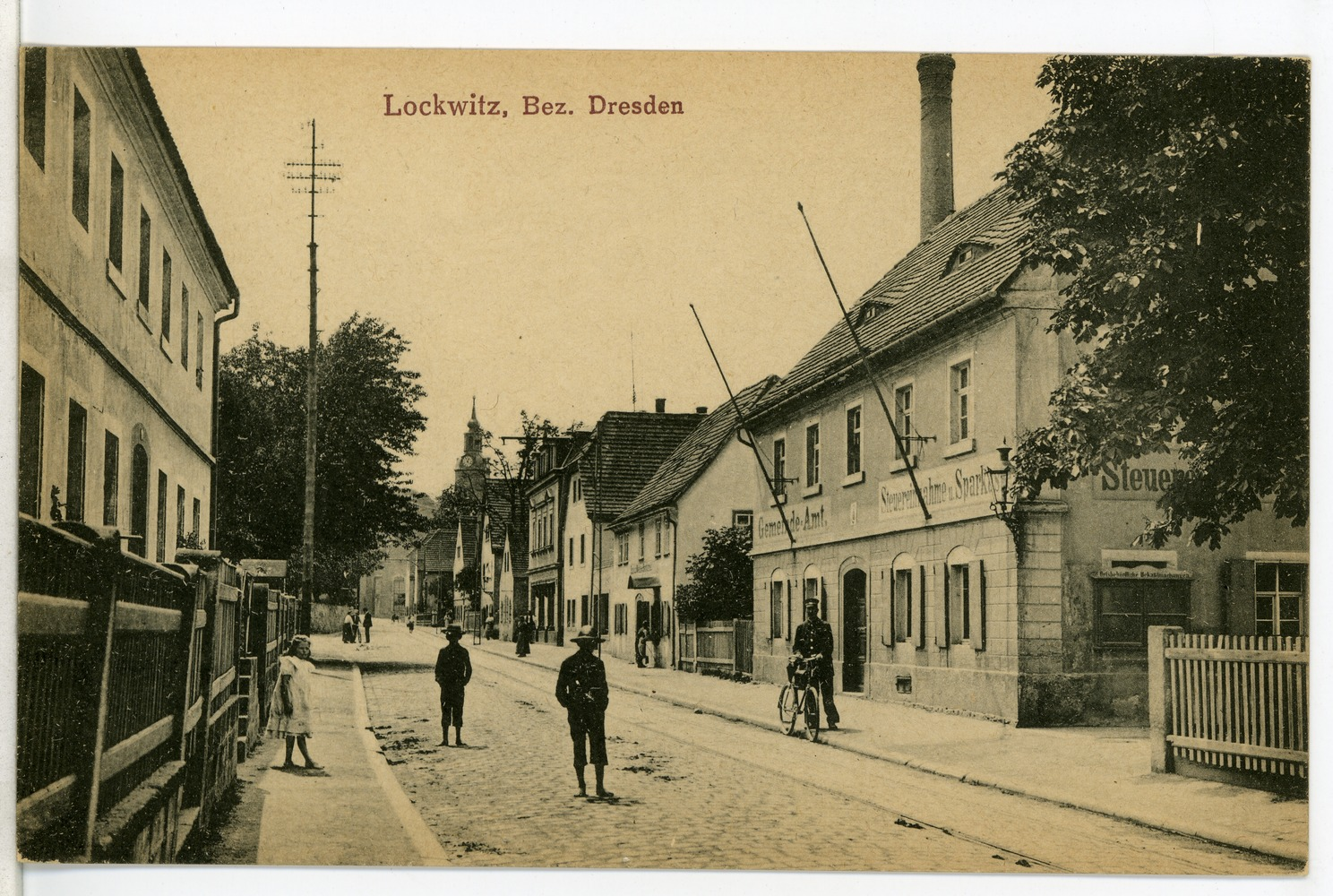
Gemeindeamt von Lockwitz, Altlockwitz 33 (1907)

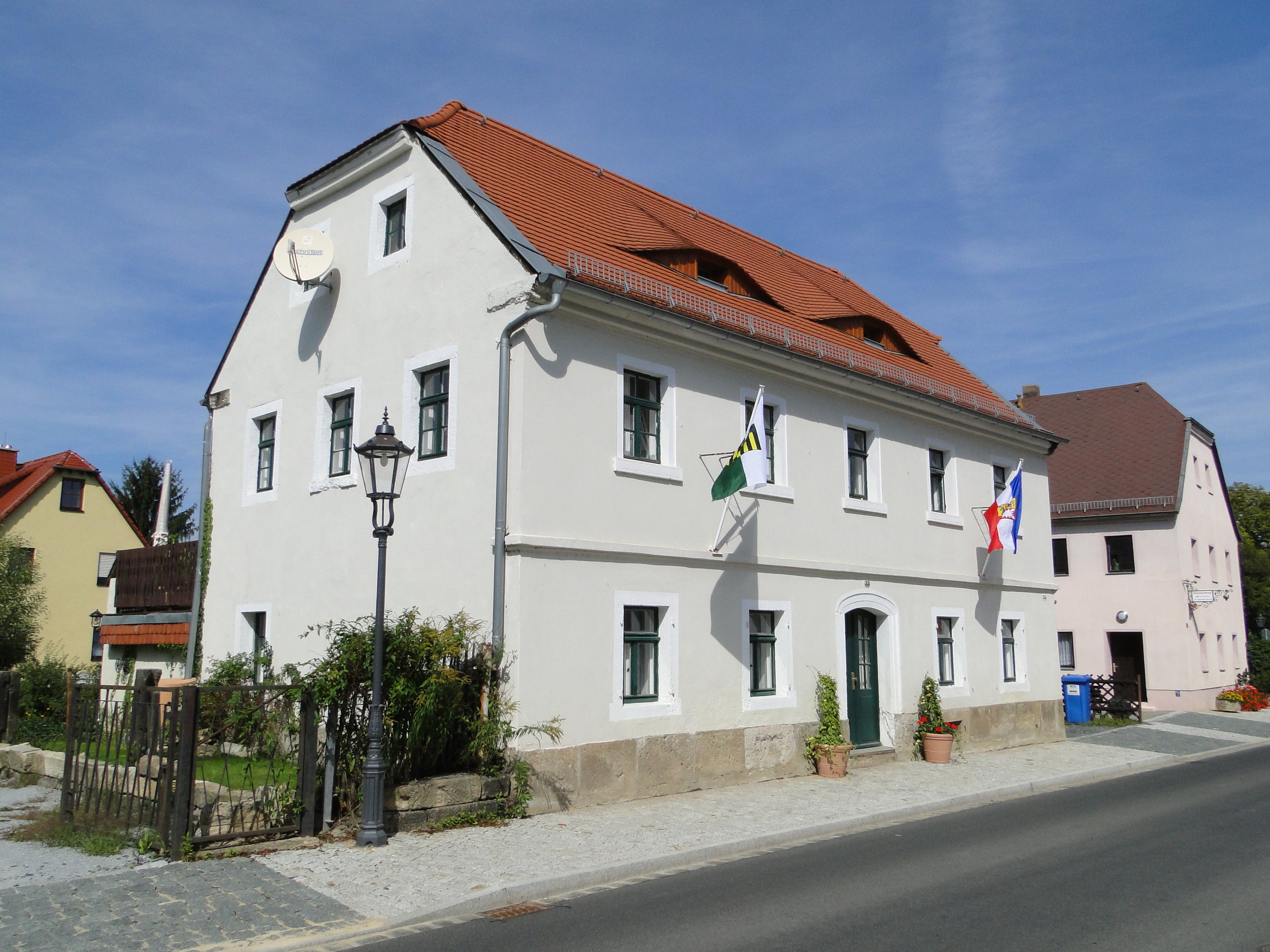
Das sanierte Gebäude des ersten Gemeindeamtes (2012)

Lockwitz wurde 1288 als Lucawitz erstmals erwähnt. Der Name leitet sich aus dem sorbischen „Lucavica“ ab und bedeutet „Ort am Wiesenbach“. Es war ein Platzgruppendorf mit zwei Siedlungskernen, die zunächst als Klein- und Großlockwitz unterschieden wurden, später bürgerte sich für die Siedlungskerne „Niederlockwitz“ (das heutige „Altlockwitz“) und „Oberlockwitz“ („Am Galgenberg“) ein.
Schloss und Rittergut stammen in ihren Ursprüngen aus dem Mittelalter, das Rittergut war häufig im Besitz reicher Dresdner Familien. Dem Rittergut selbst war als Besonderheit nicht nur die „niedere Gerichtsbarkeit“, sondern auch die „obere Gerichtsbarkeit“ zugeordnet, d. h. sie konnte auch Bestrafungen gegen Leib und Leben verhängen.
Die Wirtschaft des Ortes war geprägt durch Mehl- und Brothandel, 1723 werden vier Mühlen am Lockwitzbach verzeichnet. Im 19. Jahrhundert begann mit der Blütezeit der halbindustriellen Mühlenverarbeitung zur ersten Blütezeit des Ortes und zu dem Wandel zum bürgerlichen Ort; 1893 gründete schließlich Emil Donath aus Laubegast die erste Obstmostkelterei Sachsens.
Für die ab dem 1. Mai 1839 geltende Sächsische Landgemeindeordnung von 1838 wurden auf deren Grundlage erstmals Gemeindevorsteher und Gemeindeältester sowie weitere Gemeindeausschusspersonen, d. h. eine eigene Gemeindeselbstverwaltung eingeführt und noch 1838 gewählt.
Eine genaue Entstehungszeit eines eigenen Gemeindeamtes ist nicht bekannt. Dessen Notwendigkeit hing aber auch damit zusammen, dass sich von 1834 bis kurz nach 1890 die Einwohnerzahl von Lockwitz verdoppelte. Eingerichtet wurde es im Gebäude Altlockwitz 33, das etwa um 1700 errichtet wurde, zusammen mit der örtlichen Sparkasse, wo es bis nach Ende 1919 (bzw. bis in die 1920er Jahre nach Angaben des Besitzers im Jahr 2013) blieb.
Danach war das Gebäude ein Vier-Familien-Haus und stand nach dem Auszug der letzten Familie leer. 2009 begann die Sanierung durch einen Privatmann für die Eigennutzung und für seine Familie, 2013 war sie im Wesentlichen abgeschlossen. Das Gebäude steht unter Denkmalschutz.

### Zweites Gemeindeamt (1919–1930)

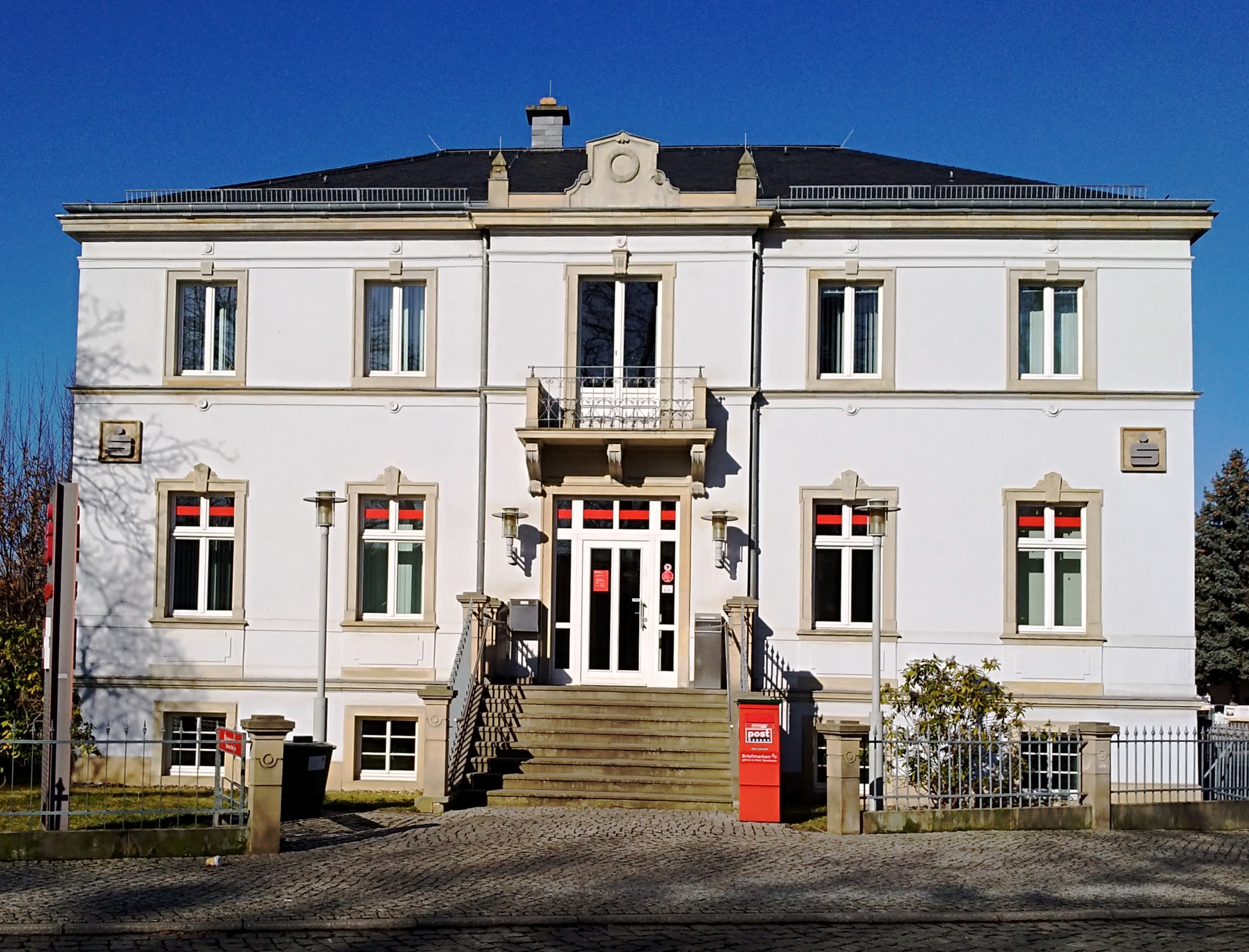
Gemeindeamt Lockwitz, Straßenfassade (2018)

Das Gebäude des 2. Gemeindeamtes, das Gebäude, das hier als Rathaus Lockwitz bezeichnet wird, wurde 1880 mit unbekannter Nutzung errichtet und wahrscheinlich erst nach dem Ersten Weltkrieg zum Gemeindeamt mit örtlicher Sparkasse umgebaut, die Gemeinde selbst war darin nur Mieterin bis zur Eingemeindung nach Dresden 1930: Nachweisbar als Gemeindeamt ist es definitiv ab 1919, als unmittelbar davor die Haltestelle Gemeindeamt der Lockwitztalbahn eingerichtet wurde (1930, nach der Eingemeindung, wurde die Haltestelle in Am Plan umbenannt und ist noch so Bestandteil des Netzes des Öffentlichen Verkehrs in Dresden). Das Gebäude selbst war mindestens bis Ende des Zweiten Weltkrieges in Privatbesitz.
Die ortseigene Sparkasse, danach die Stadtsparkasse Dresden und jetzt die Ostsächsische Sparkasse Dresden betrieb und betreibt darin noch heute eine Filiale. Vor und nach der Eingemeindung war eine Behördendienststelle, eine Nebenstelle der 29. Wohlfahrtspolizeiwache, hier untergebracht. Zu DDR-Zeiten war es, soweit nicht als Filiale genutzt, Wohnhaus.

## Bau und Nutzung
Gebäude, wie dieses, entstanden nach 1870/71 zu Hunderten in den Dresdner Vororten: Eine streng achsensymmetrische Fassade mit einem repräsentativen Balkon zur Straßenseite, auf der Rückseite das Treppenhaus, das durch ein Türmchen bekrönt wurde. Applikationen der Neorenaissance an der Fassade erheben es nur wenig aus anderen Gebäuden heraus, seitlich (Nordseite zum Platz Am Plan) wurde die Aufschrift Gemeindeamt angebracht.
In den späten 1950er Jahren wurde die Filiale der Sparkasse umgebaut, anstelle der Aufschrift Gemeindeamt ist nunmehr die plastische Anschrift Stadtsparkasse Dresden angebracht worden, die nach der Sanierung in ihren typischen Schriftzügen der 1950er Jahre erhalten blieb und heute eine Besonderheit dieses Gebäudes ist.
Mit der Sanierung 1993 eines inzwischen völlig maroden Gebäudes (ein Foto von 1991 siehe Weblinks) wurde die martialisch wirkende Vergitterung entfernt und der bisher an der Gebäuderückseite befindliche Haupteingang ersetzt durch ein Treppenpodest zum neuen Haupteingang am Mittelrisalit an der Vorderseite des Gebäudes. Auch die Raumstruktur, die sich bis dahin erhalten hatte, wurde umgestaltet.